# Thomas-Morse O-6
Thomas-Morse O-6 – amerykański samolot obserwacyjny zbudowany w zakładach Thomas-Morse Aircraft pod koniec lat 20. na zamówienie United States Army Air Corps (USAAC) jako wersja rozwojowa samolotu Douglas O-2. W odróżnieniu od jego drewnianego poprzednika O-6 miał konstrukcję prawie całkowicie metalową, zbudowano sześć egzemplarzy tego samolotu. O-6 był pierwszym samolotem o konstrukcji metalowej, który z powodzeniem przeszedł program testowy USAAC, a jego następca Thomas-Morse O-19 był pierwszym samolotem o konstrukcji metalowej przyjętym przez Armię na służbę i zakupionym w większej ilości.

## Tło historyczne
Już od początku lat 20. USAAC zachęcał amerykańskie wytwórnie lotnicze do projektowania i budowania samolotu o konstrukcji metalowej. Z powodu cięć budżetowych Armia nie miała wówczas wystarczających funduszy, aby finansować takie eksperymenty i firmy lotnicze były zachęcane, aby same finansowały konstrukcję takich samolotów. Jedną z wytwórni, które odpowiedziały na apel USAAC była stosunkowa mała fabryka Thomas-Morse Aircraft, która począwszy od 1921 zaprojektowała szereg metalowych konstrukcji takich jak MB-9, MB-10, TM-22, TM-23 i TM-24. Żaden z tych samolotów nie został przyjęty na służbę i firma poniosła znaczne straty finansowe przy ich produkcji.
W USAAC doceniano jednak nowatorskie technologie rozwijane w Thomas-Morse i w latach 1924-25 w firmie zamówiono kilka kompletów metalowych skrzydeł do samolotów DH-4 i Boeing PW-9. Metalowe skrzydła zostały w USAAC ocenione bardzo pozytywnie i w 21 kwietnia 1926 w firmie zamówiono metalową wersję używanego wówczas przez Armię samolotu obserwacyjnego Douglas O-2.

## Opis konstrukcji
Thomas-Morse 0-6 był jednosilnikowym, dwumiejscowym dwupłatem o konstrukcji prawie całkowicie metalowej z dolnym płatem pokrytym płótnem. Samolot miał podwozie stałe, klasyczne z kołem ogonowym. Kabiny pilota i strzelca/obserwatora były odkryte.
Pierwszy samolot napędzany był 400-konnym silnikiem widlastym typu Liberty L-12, drugi egzemplarz (i zapewne także następne) miał silnik Liberty L-12 w wersji V-1650 (w układzie odwróconego C) o mocy 435 KM.

## Historia
Dwa pierwsze samoloty zostały zbudowane pod oznaczeniem XO-6. Pierwszy samolot z nich (number seryjny 25-435) został dostarczony do bazy USAAC McCook Field w maju 1926. Drugi egzemplarz (numer seryjny 23-436) po oblataniu go w McCook Field, został przesłany do bazy w Galveston w Teksasie, gdzie został postawiony w otwartym hangarze, aby przetestować wpływ morskiego powietrza na duraluminiową powłokę samolotu.
Następne trzy samoloty (numery seryjne 25-436 do 439) zostały zbudowane tak samo jak drugi prototyp, ale szósty i ostatni samolot za zgodą USAAC został znacznie przebudowany. Samolot który otrzymał oznaczenie XO-6B (number seryjny 25-440) był mniejszą, lżejszą wersją O-6 i został wyposażony w silnik Wasp R-1340. XO-6B nie został przyjęty do służby w pierwotnej wersji, ale po niewielkich zmianach został przyjęty do służby już jako Thomas-Morse O-19 i zamówiony w liczbie ponad 170 egzemplarzy.
Ostatecznie Thomas-Morse dopłacił 60 tysięcy dolarów do pierwotnego kontraktu na sześć samolotów O-6, ale zaowocował on korzystnymi zamówieniami na następcę tego samolotu.